# Pablo Díaz Jiménez
Pablo Díaz Jiménez (Granada, 1830-Dílar, 1914), conocido también por su título nobiliario de marqués de Dílar, fue un político, empresario y jurista español, alcalde de Granada y senador en las Cortes de la Restauración.

## Biografía
Nació en 1830 en Granada. Estudió Derecho en la Universidad de Granada, en la que terminó la carrera en 1855 y se incorporó enseguida al Colegio de Abogados. Ejerció la judicatura en los juzgados de primera instancia de Huelma y Órgiva. Trasladado a Loja, abandonó la carrera judicial y se volcó con la política, la agricultura y la industria. Afiliado al partido moderado, formó parte del comité provincial de Granada y fue uno de los fundadores del periódico La Lealtad, en el que colaboró y que luego dirigió. Partidario de la Restauración borbónica en la persona de Alfonso XII, al producirse esta fue nombrado alcalde de Granada. Sin embargo, enfrentado con Romero Robledo, ministro de la Gobernación, fue destituido del cargo.
Desempeñó también los cargos de presidente de la Cámara Oficial Agrícola de Granada, jefe de Fomento en la provincia de Granada, gentilhombre de cámara con ejercicio, senador del reino, diputado provincial por Guadix y Granada, además del de director de la Sociedad Económica de Amigos del País de Granada y los de presidente de la Cámara de Comercio y de la Liga de Contribuyentes. Fue premiado con la encomienda de la Orden de Carlos III, una cruz de segunda clase de Beneficencia y la gran cruz de Isabel la Católica. En 1886 se le concedió el título nobiliario de marqués de Dílar. Falleció el 16 de enero de 1914 en Dílar.